# Friedrichshütte (Laubach)

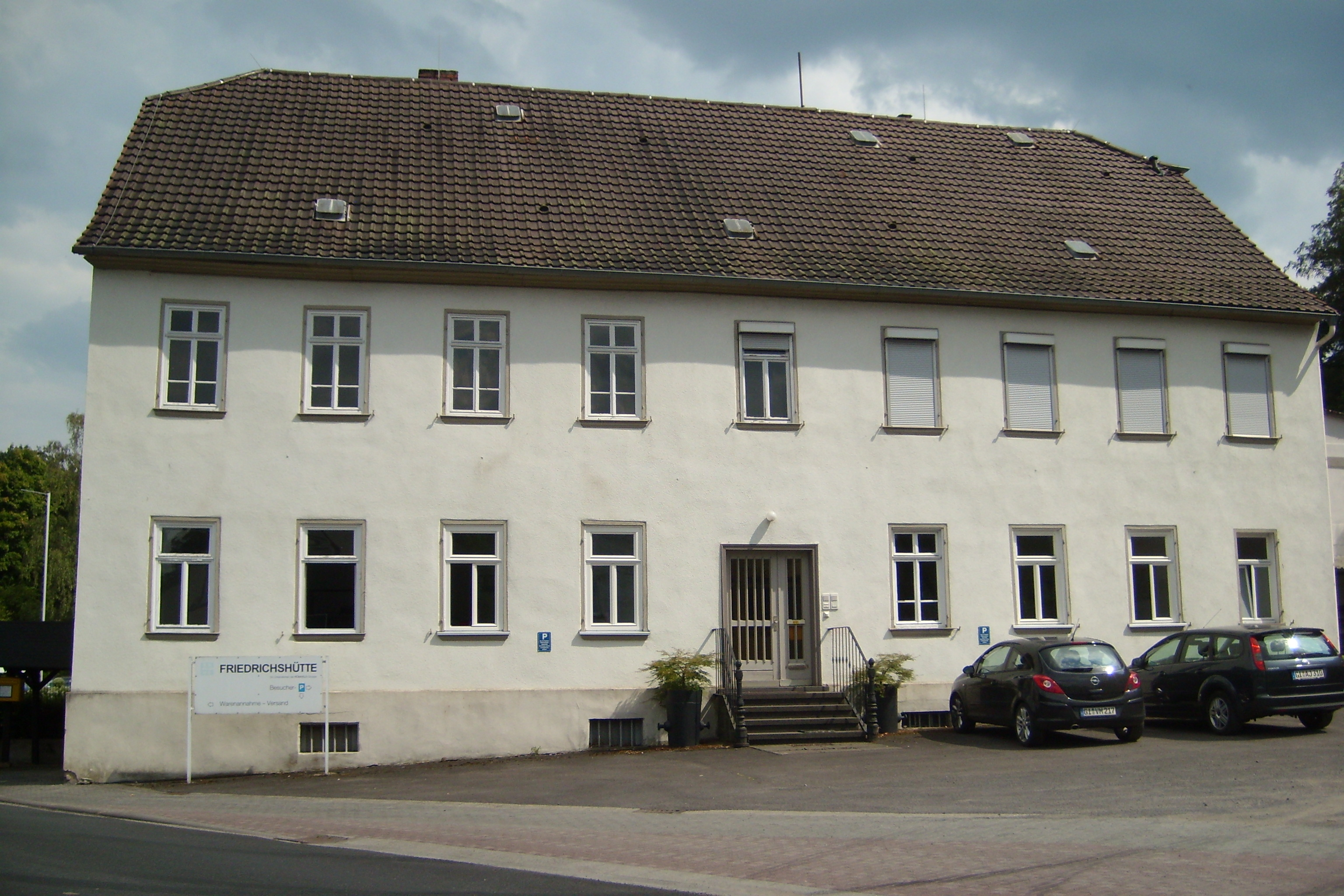
Das alte Haupthaus der Friedrichshütte

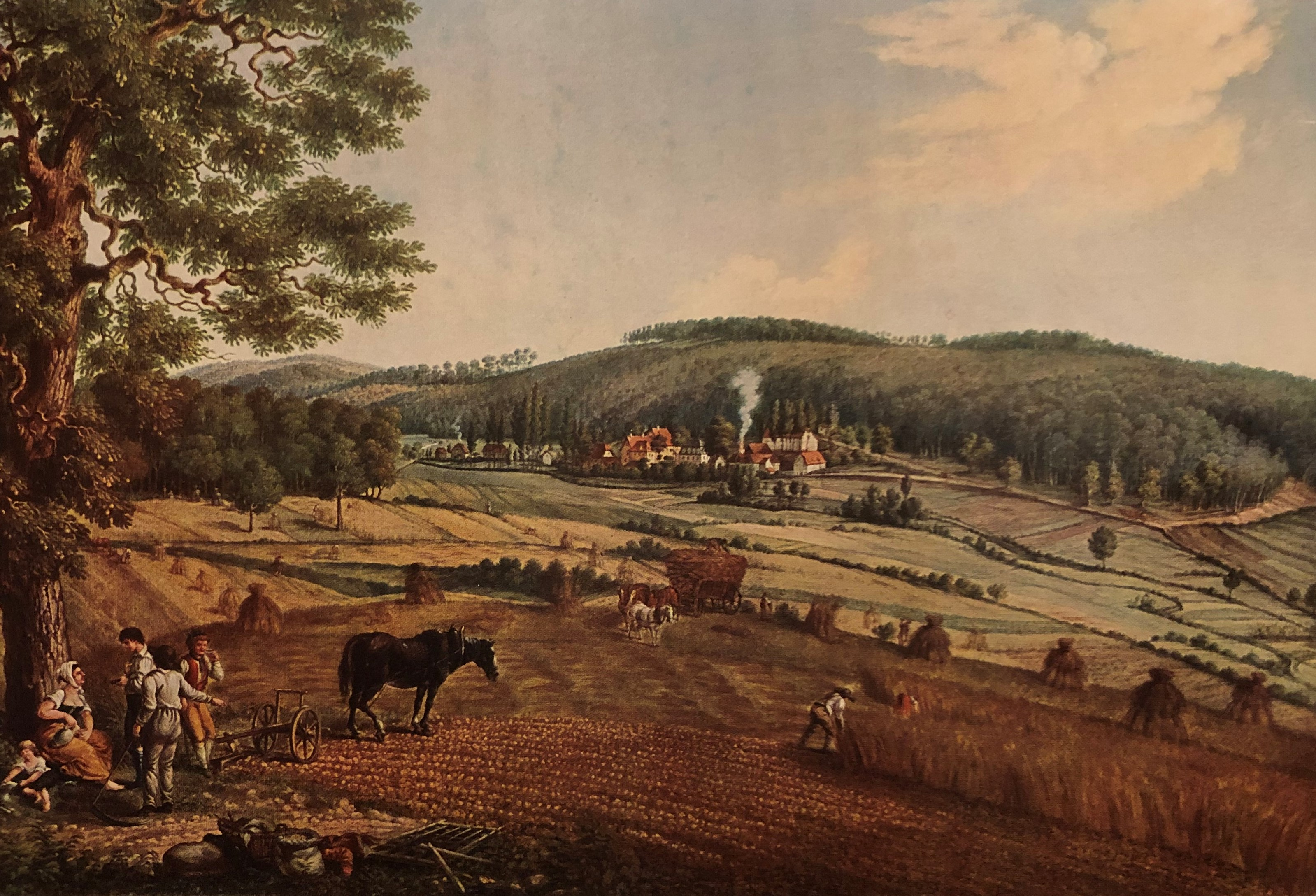
Johann Peter Beer: Das Stammwerk der Buderus’schen Eisenwerke: Die Friedrichshütte bei Laubach um das Jahr 1820

Friedrichshütte ist eine in der Gemarkung Ruppertsburg liegende Gewerbesiedlung, die seit 1970 der Stadt Laubach im mittelhessischen Landkreis Gießen zugehörig ist.

## Geografische Lage
Friedrichshütte liegt südwestlich von Laubach am Rande des Naturparks Vulkanregion Vogelsberg im Tal der Horloff.
Durch den Ort führt die Landesstraße 3137.

## Geschichte
Schon aus dem Mittelalter ist der Abbau von Basalteisenstein im Vogelsberg bekannt; das gewonnene Roherz wurde mittels Holzkohle verhüttet. Dies war jedoch durch den Dreißigjährigen Krieg zum Erliegen gekommen. In Anknüpfung daran gründete Graf Friedrich Ernst zu Solms-Laubach auf seinem Territorium 1707 die nach ihm benannte Friedrichshütte; noch im gleichen Jahr wurde mit dem Bau eines Holzkohlen-Hochofenwerkes mit angeschlossener Gießerei begonnen. Zur Umwandlung des Roheisens in Schmiedeeisen wurde 1709 ein Eisenhammer mit Frischherd in Betrieb genommen.
Der Standort war günstig: Die zur Befeuerung der Anlage benötigte Holzkohle kam aus dem benachbarten Köhlerdorf Gonterskirchen, das Wasser lieferte die Horloff und die teilweise sehr arme Region bot genügend Arbeitskräfte, die sogenannten Schmelzgänger.
Im Jahr 1717 wurde Johann Wilhelm Buderus I die kaufmännische und technische Leitung der Friedrichshütte übertragen. Obwohl lediglich Angestellter, steckte er erhebliche eigene Mittel in den Betrieb des Eisenwerks. 1718 kamen zwei Eisenhämmer hinzu, der Hessenbrückenhammer in Wetterfeld und der Oberhammer.
Zum 14. März 1731 übernahm Johann Wilhelm Buderus I per Pacht die Friedrichshütte nebst den dazugehörigen Hämmern. Dieser Tag gilt seitdem als Datum der Firmengründung der Buderus AG. Nach seinem Tod im Jahr 1753 führte seine Witwe Elisabetha das Unternehmen durch die Wirren des 1756 ausgebrochenen Siebenjährigen Krieges, von dem Mittelhessen stark betroffen war. Seine Enkel schlossen sich am 2. Januar 1807 zur Sozietät J.W. Buderus Söhne zusammen, gaben aber kurz danach die Friedrichshütte, den Ursprung des Buderus’schen Familienunternehmens auf, da es zu keiner Einigung über einen neuen Pachtvertrag mit dem gräflichen Haus Solms-Laubach kam.
1870 wurde der Betrieb an Julius Römheld verpachtet und die Produktion von Eisenerz in die Buderus-Werke nach Wetzlar und Lollar verlegt, was dank der neugebauten Eisenbahnlinie der Horlofftalbahn möglich wurde. Dort konnte das Eisenerz mittels Steinkohlenkoks aus dem Ruhrgebiet kostengünstiger verhüttet werden. Es kam zur Einstellung des Hochofenbetriebs und zur Verkleinerung der Eisenschmelze in Friedrichshütte sowie im selben Jahr zum Bau einer Holzverkohlungsanlage, die bis in die 1920er Jahre in Betrieb war. Die Roemheld Gruppe betreibt bis heute die Friedrichshütte als Eisengießerei.
1890 wurde die Bahnstrecke Villingen–Friedrichshütte eröffnet, die bis 1959 in Betrieb war.
Bereits 1904 entstand in Friedrichshütte ein eigenes Wasserleitungsnetz, das aus einem Hochbehälter gespeist wurde. Maßgeblich hierfür war der hohe Wasserbedarf insbesondere der Holzverkohlungsanlage.